# Pete La Roca
Pete La Roca, nome d'arte di Peter Sims (New York, 7 aprile 1938 – 20 novembre 2012), è stato un batterista e avvocato statunitense.
Ha assunto il nome d'arte all'inizio della sua carriera, quando era un suonatore di timbales nelle band di latin jazz
Tra il 1957 e il 1968 ha suonato tra gli altri con Sonny Rollins, Jackie McLean, Slide Hampton, the John Coltrane Quartet, Marian McPartland, Art Farmer, Freddie Hubbard, Mose Allison, Charles Lloyd, Paul Bley, e Steve Kühn, ed anche come leader del suo gruppo e suonando come batterista fisso al «Jazz Workshop» di Boston.

Nel 1968 ha lasciato la musica per diventare avvocato; in seguito ha intentato una causa quando il suo secondo album fu pubblicato con il nome di Chick Corea senza il proprio consenso.
Nel 1979 è tornato al jazz incidendo un album, Swingtime.
È scomparso nel 2012 all'età di 74 anni a seguito di un tumore polmonare.

## Discografia
- Basra (Blue Note, 1965)
- Turkish Women at the Bath (Douglas, 1967)
- Swingtime (Blue Note, 1997)